# Steinkisten vom Hallow Hill
Bei den Steinkisten vom Hallow Hill (abgeleitet von Holy Hill – dt. heiliger Hügel) handelt es sich um einen archäologischen Fundplatz in Schottland. Die piktischen Steinkisten liegen auf einem kleinen, von den Bächen Cairnsmill und Kinness Burn umgebenen Hügel im Südwesten von St Andrews in der Unitary Authority Fife.
Die englisch Long Cist Cemetery genannte Anhäufung besteht aus über 20 langen und kurzen Steinkisten. Bereits 1860 wurden Bestattete in den teilweise zerstörten Steinkisten gefunden. Eine kurze Kiste enthielt römische Artefakte (darunter ein Glas, Glasscherben und ein Glasring), die aber verloren gingen.
Zwischen 1975 und 1977 wurden über 150 Bestattungen, die meisten in Reihen langer Steinkisten aus dem 7. Jahrhundert, ausgegraben. Die erste Gruppe wurde im Garten eines neuen Hauses auf dem Hallow Hill und die andere in einem Park außerhalb entdeckt. Zusätzlich wurden Pfostengruben einer Kapelle in der Nähe des westlichen Randes des Gräberfeldes, eine gepflasterte Straße über das Gräberfeld in Richtung der ehemaligen Siedlung Kinrimund und zwei kurze Kisten entdeckt. Eine davon war die bereits im Jahre 1860 untersuchte, die andere war intakt. Beide enthielten Kinderbestattungen und römische Funde aus dem 2. Jahrhundert n. Chr.
Eine repräsentative Gruppe von sechs der über 20 Steinkisten wurde offen gelassen, als der Standort nach der Ausgrabung wieder aufgefüllt wurde. Die langen Hallow-Hill-Kisten waren sorgfältig aus Sandstein gebaut, der von der etwa drei Meilen entfernten Küste stammt. Mehrere Steine hatten Schälchen.